# Esperança e Brunhais
Esperança e Brunhais (oficialmente: União das Freguesias de Esperança e Brunhais) é uma freguesia portuguesa do município de Póvoa de Lanhoso, com 8,21 km² de área e 608 habitantes (censo de 2021). A sua densidade populacional é 74,1 hab./km².

## História
Foi criada aquando da reorganização administrativa de 2012/2013, resultando da agregação das antigas freguesias de Esperança e Brunhais.

## Demografia
A população registada nos censos foi:
| Distribuição da População por Grupos Etários | Distribuição da População por Grupos Etários | Distribuição da População por Grupos Etários | Distribuição da População por Grupos Etários | Distribuição da População por Grupos Etários | Distribuição da População por Grupos Etários |
| -------------------------------------------- | -------------------------------------------- | -------------------------------------------- | -------------------------------------------- | -------------------------------------------- | -------------------------------------------- |
| Antes da agregação                           |                                              |                                              |                                              |                                              |                                              |
| Ano                                          | 0-14 anos                                    | 15-24 anos                                   | 25-64 anos                                   | >= 65 anos                                   | Total                                        |
| 2001                                         | 142                                          | 126                                          | 341                                          | 159                                          | 768                                          |
| 2011                                         | 77                                           | 74                                           | 301                                          | 200                                          | 652                                          |
| Após a agregação                             |                                              |                                              |                                              |                                              |                                              |
| Ano                                          | 0-14 anos                                    | 15-24 anos                                   | 25-64 anos                                   | >= 65 anos                                   | Total                                        |
| 2021                                         | 50                                           | 52                                           | 283                                          | 223                                          | 608                                          |